# Коптевка (Ульяновская область)
Коптевка — село в Новоспасском районе Ульяновской области. Административный центр Коптевского сельского поселения.

## География
Находится на левом берегу реки Томышевка на расстоянии примерно 12 километров по прямой на восток-северо-восток от районного центра поселка Новоспасское.

## Название
Существует две версии происхождения названия Коптевки. По одной — эти земли Петр I, за хорошую службу, даровал стрелку Коптеву, который и основал селение. Другая версия — со слов сторожил, в старые времена здесь делали древесный брикет и над селом всегда стояла копоть.

## История
Село основано в конце XVII — начале XVIII веков, при строительстве Сызранской черты. Вначале село занимало западную часть современной Коптевки (Гора) и располагалось в направлении с юга на север. С юга защищалось рекой Томышовкой, с запада — рекой Рачейкой, с востока — большой болотистой рощей.
В 1780 году, при создании Симбирского наместничества, село Коптевка, при реке Томышеве, помещиковых крестьян и пахотных солдат, вошло в Сызранский уезд.
В начале XIX века село принадлежало казанскому помещику — майору Ивану Яковлевичу Неелову. Женатый на Варваре Николаевне, урождённая Овцына. Её дядей был Платон Степанович Мещерский, впоследствии первый симбирский наместник. В середине 30-х годов XIX века Коптевка перешла по наследству к дочери Неелова, Анне Ивановне (Стрелкова).
Во время отечественной войны 1812 года из жителей Коптевки на войну, в Симбирское народное ополчение, были призваны: Архип Федотов, Денис Федосьев, Герасим Дементьев и Абрам Васильев.
В 1835 году прихожанами был построен каменный храм. Престол в нём в честь Рождества Христова. При храме — тесовая часовня.
В 1849 года в деревню Гурьевка была переселена часть жителей села Коптевки Сызранского уезда.
В 1859 году село Коптевка, по почтовому тракту из г. Симбирска в г. Саратов, в 1-м стане Сызранского уезда Симбирской губернии.
В 1863 году была открыта первая школа (мужское училище), в ней было 12 старших учащихся и 8 младших. В 1867 году училище стало земским — для обоих полов. В 1889 году на средства сельского общества (1000 рублей) было построено новое здание училища.
В 1913 году в селе было 430 дворов, 3346 жителей, каменная Христо-Рождественская церковь, построенная в 1835. В поздний советский период центр колхоза «Заветы Ильича».
Весной 1929 года по инициативе крестьян в селе было создано товарищество по совместной обработке земли (ТОЗ).

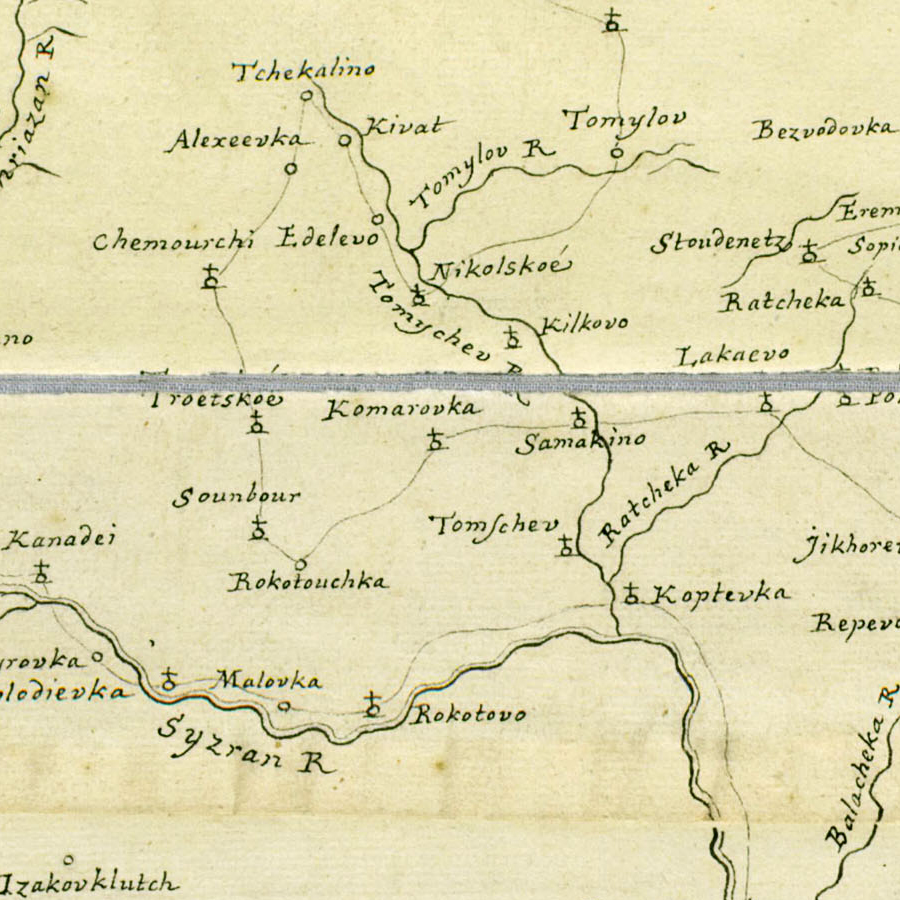
Коптевка (Koptevka) на 40-верстной карте "Симбирск, Самара и Петровск" 1729 г.

В 1931 году был создан первый колхоз назывался «Пролетарский путь». Весной 1934 года колхоз разделили на пять колхозов: «Комсомолец», «Красноармеец», «Шубриков», «17 партсъезд» и «Политотдел». В 1950 году колхозы были укрупнены, их стало два — «Заветы Ильича» и «Красноармеец». А с 1953 года существовал только один колхоз — «Заветы Ильича».                                                                                                                             
В 1976—1980 годах в селе Коптевка был пущен в эксплуатацию животноводческий комплекс на 23100 голов. В селе появились Дом механизаторов, медпункт, здание сельсовета, здание КБО, клуб, жители получили 120 новых квартир.

## Население
Население составляло: в 1780 г. — 145 крестьян и пахотных солдат — 196; в 1859 году в 235 дворах жило: 2052 человека; на 1900 г. — в 324 дворах жило: 1106 м и 1161 ж.; за 1914 год, население села составляло 2271 человек; 783 человека (русские 83 %) в 2002 году, 765 по переписи 2010 года.

## Инфраструктура
Школа, школа-интернат, дом культуры, медпункт, отделение связи.

## Достопримечательности
- Церковь Рождества Христова (Коптевка) (Христо-Рождественский храм (1835))[9][2][10][11][12][13][14][15][16][17][18][19].
- В селе есть музей (открыт в 1967)[9]
- Храм во имя великомученика Георгия Победоносца (2015)[20]

## Галерея

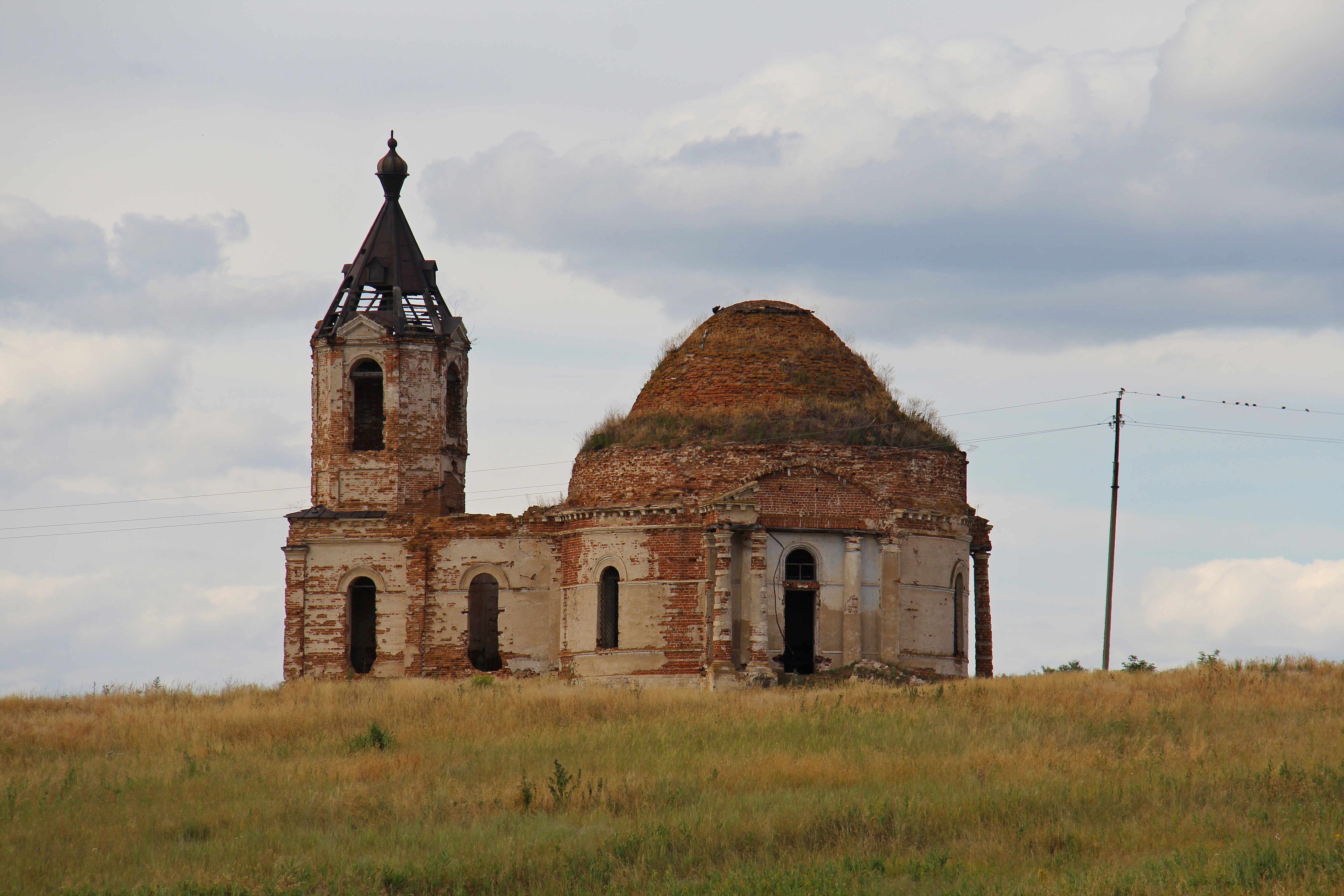
Церковь в селе Коптевка. Вид с трассы М-5.
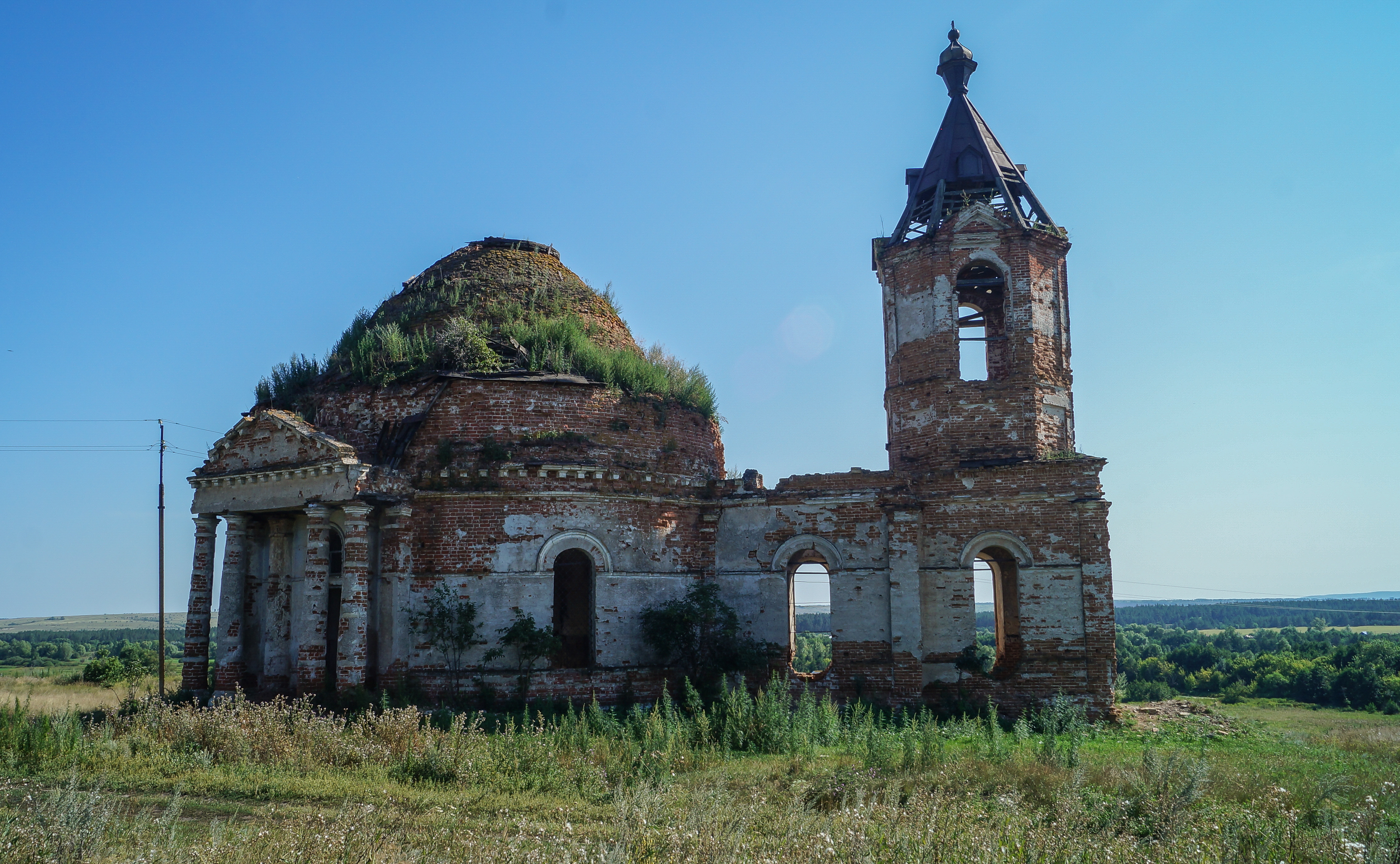
Церковь Рождества Христова, Коптевка.
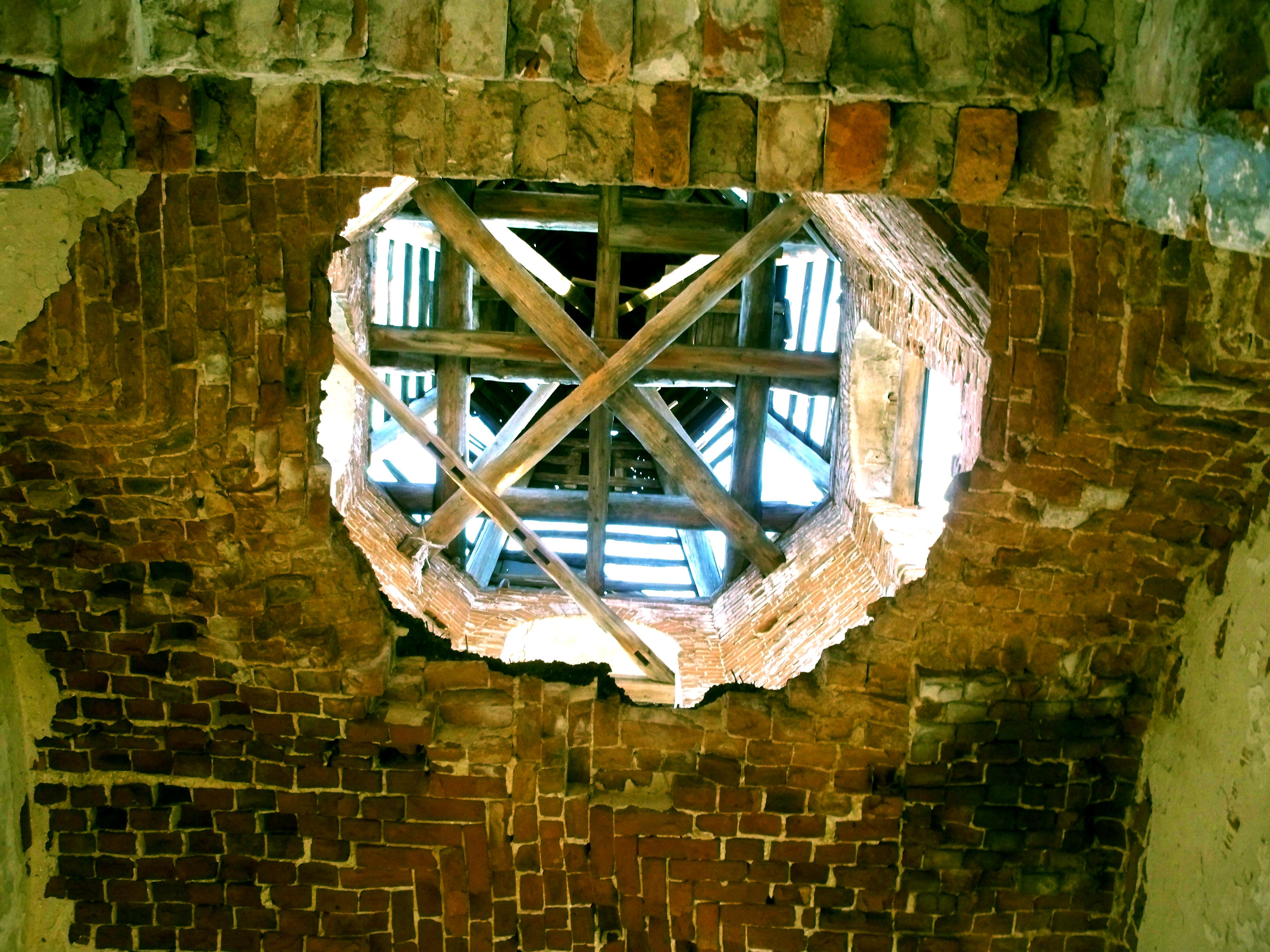
Взгляд на колокольню.
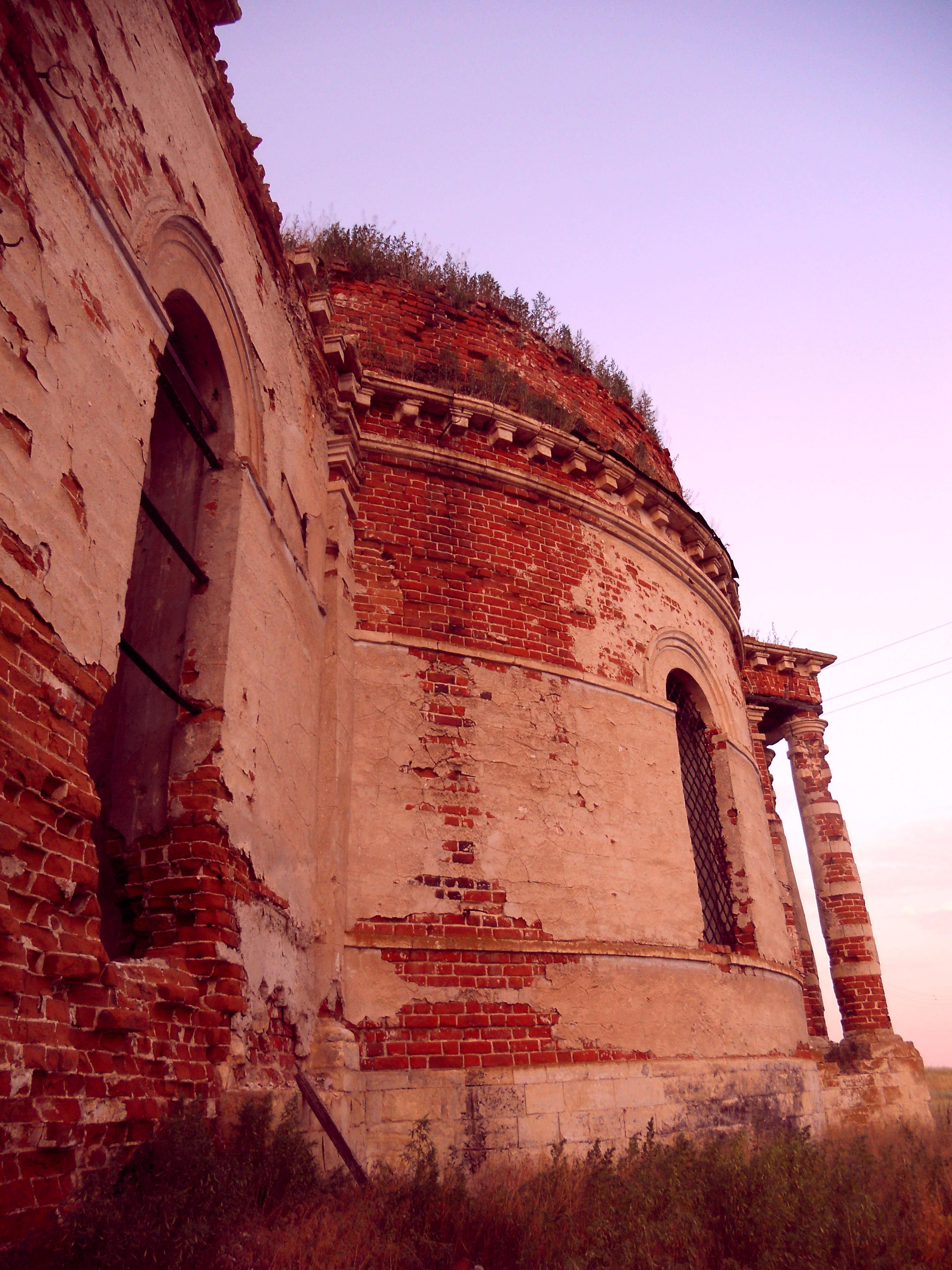
Церковь Рождества Христова.
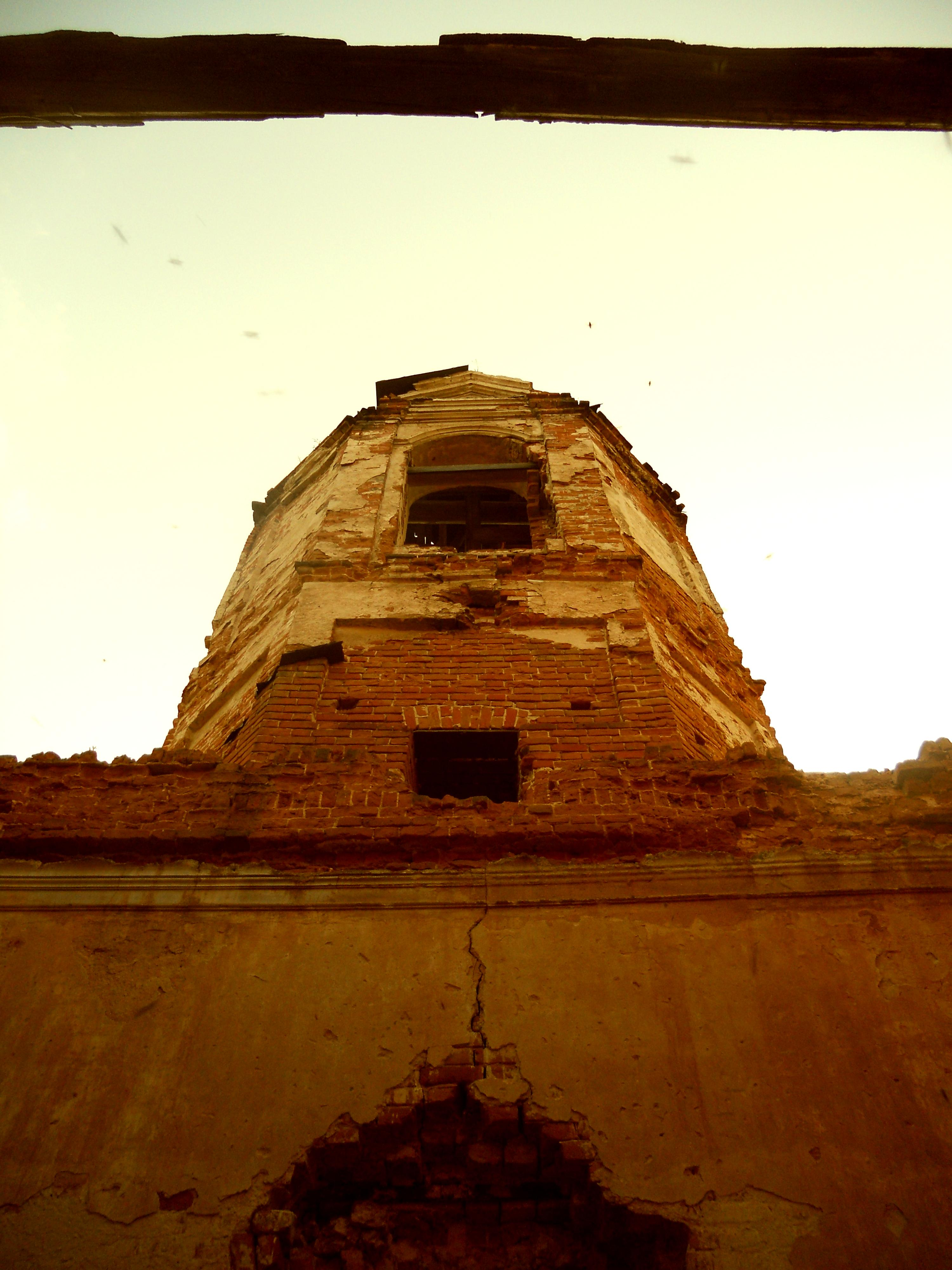
Церковь Рождества Христова колокольня.
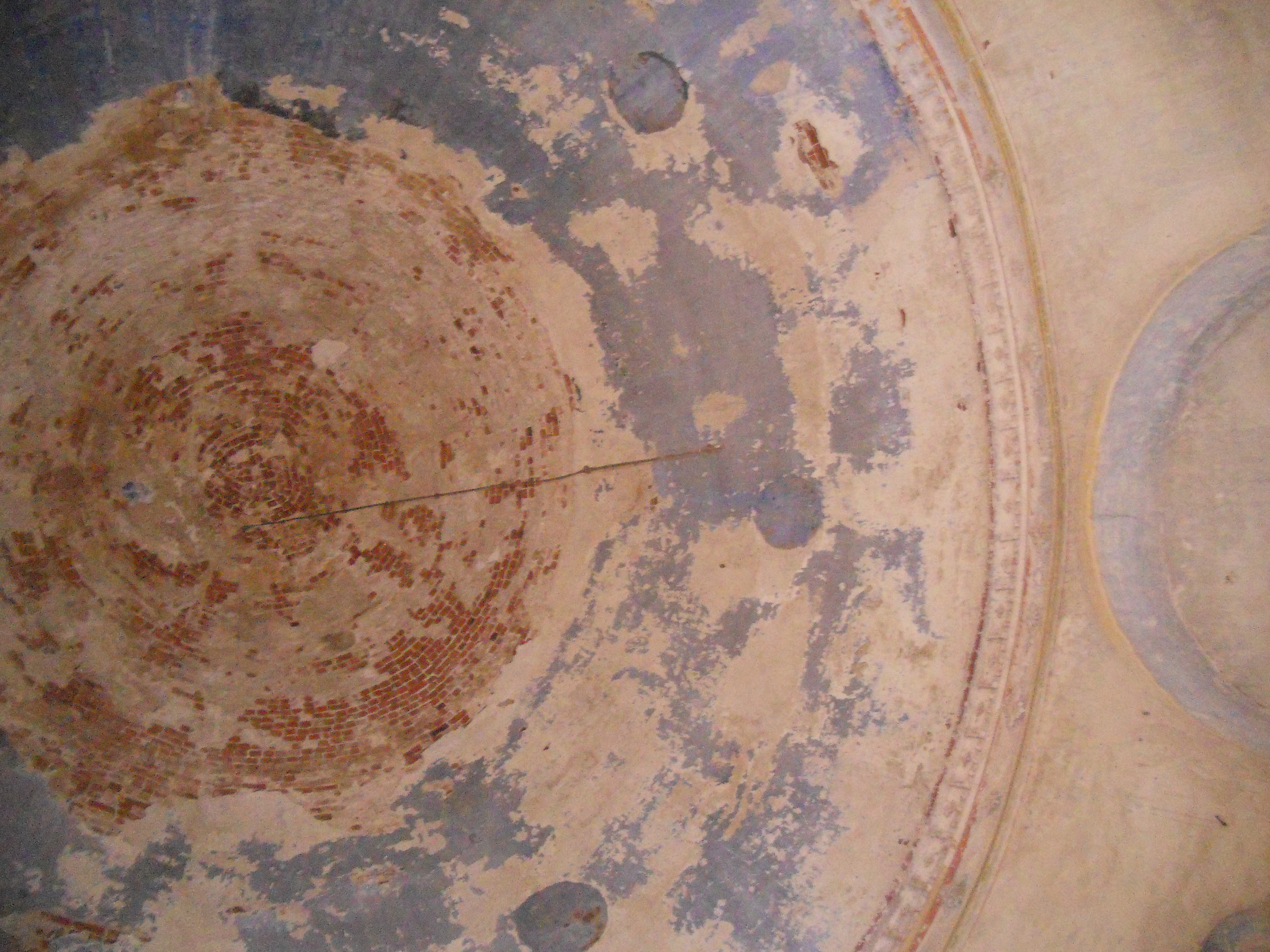
Церковь Рождества Христова свод.
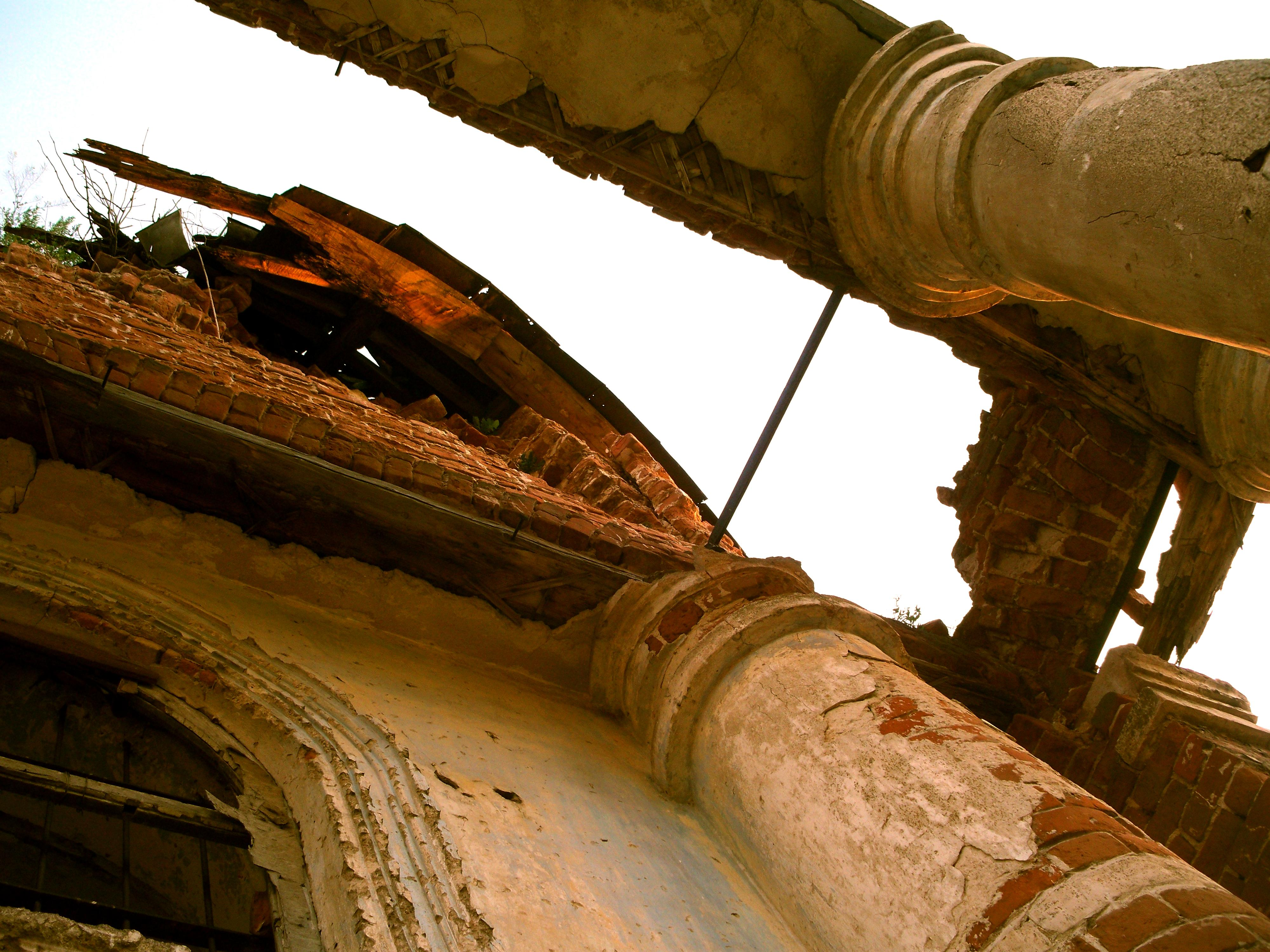
Церковь Рождества Христова. Фрагмент.
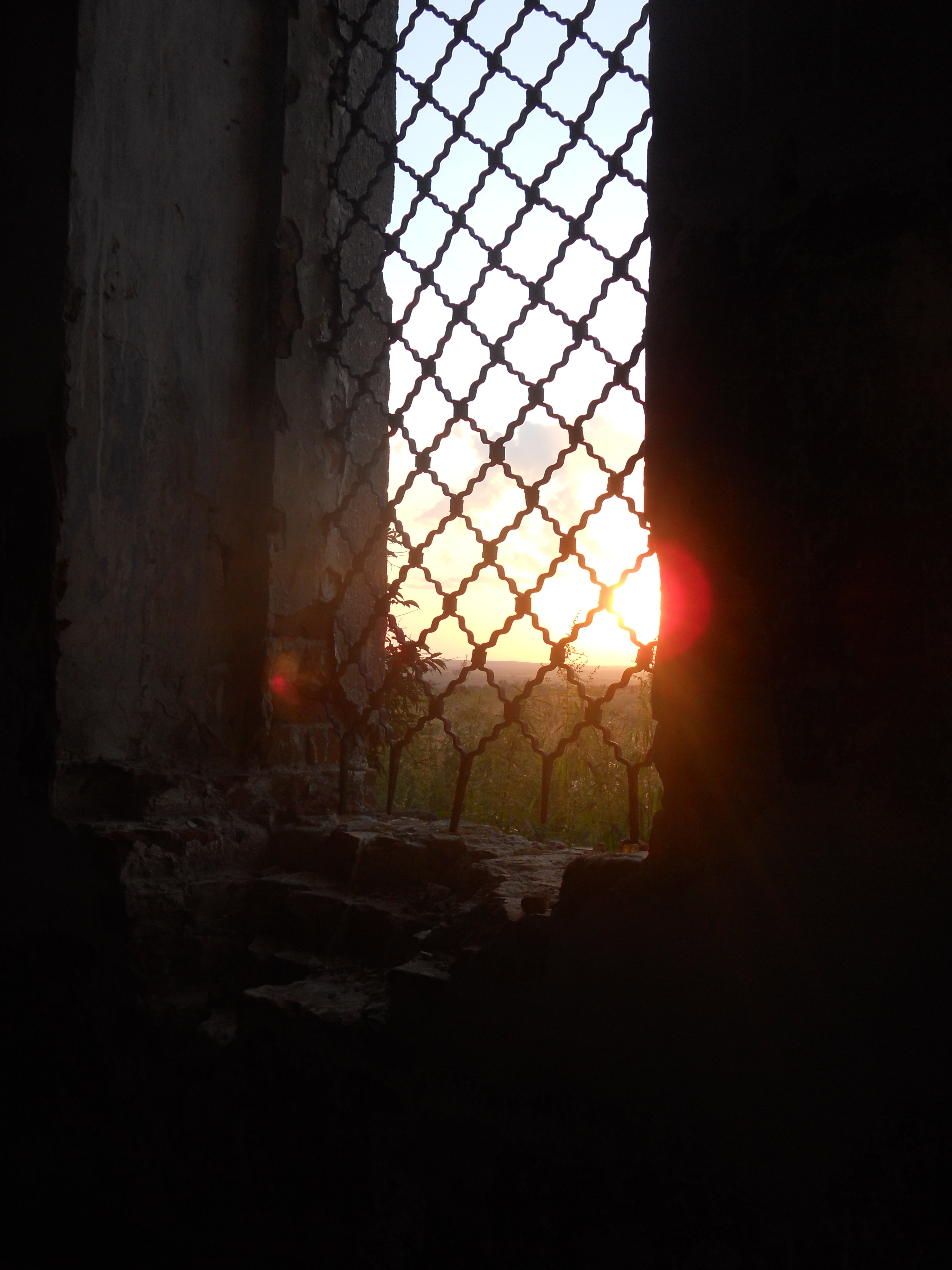
Церковь Рождества Христова, решётки.